# Shiguanxiang (ort i Kina, Shaanxi, lat 33,11, long 107,61)
Shiguanxiang är en ort i Kina. Den ligger i provinsen Shaanxi, i den nordvästra delen av landet, omkring 180 kilometer sydväst om provinshuvudstaden Xi'an. Antalet invånare är 4 628. Befolkningen består av 2 220 kvinnor och 2 408 män. Barn under 15 år utgör 17,0 %, vuxna 15-64 år 71 %, och äldre över 65 år 11,0 %.
Runt Shiguanxiang är det ganska tätbefolkat, med 96 invånare per kvadratkilometer. Närmaste större samhälle är Yangzhou, 14,3 km nordväst om Shiguanxiang. I omgivningarna runt Shiguanxiang växer i huvudsak blandskog.
Genomsnittlig årsnederbörd är 1 052 millimeter. Den regnigaste månaden är juli, med i genomsnitt 222 mm nederbörd, och den torraste är december, med 2 mm nederbörd.